# Aldo Pontremoli
Aldo Pontremoli (Milano, 19 gennaio 1896 – Mare di Barents, 25 maggio 1928) è stato un fisico italiano, fondatore della facoltà di fisica dell'università di Milano, perito nel corso della spedizione polare del dirigibile Italia.

## Biografia

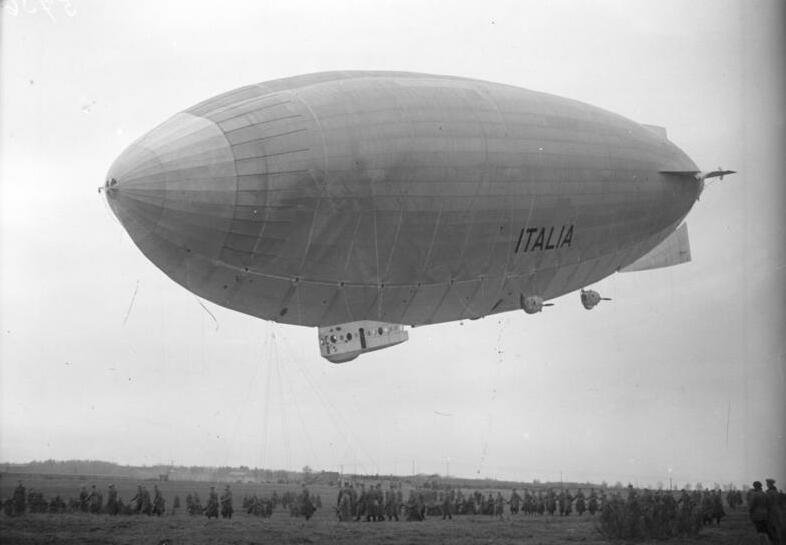
Il dirigibile Italia

La rotta finale del dirigibile

Di famiglia ebraica, nacque a Milano nel 1896 da Alfredo Pontremoli, figlio di Esdra Pontremoli, e da Lucia Luzzatti, figlia di Luigi Luzzatti. All'età di 10 anni nel 1906 collaborò col cugino Mario Pontremoli nella creazione della Società A.Pontremoli & Associati , Società Radio-Telegrafica. Nella Società appariva come presidente onorario il nonno Luigi Luzzatti, Ministro di Stato, mentre Aldo era il presidente operativo e Mario Pontremoli il vice presidente.
Dopo gli studi liceali, durante i quali ebbe come insegnante il fisico Temistocle Calzecchi Onesti, e dopo un biennio preparatorio presso il Politecnico di Milano, si trasferì a Roma, dove s'iscrisse alla Facoltà di fisica.
Volontario nella prima guerra mondiale, tenente di complemento del genio, servì inizialmente sul fronte italiano nella 35ª Sezione Aerotattica Autocampale del Corpo Aeronautico Militare, meritando una Croce di guerra al valor militare, e successivamente sul fronte francese ove venne decorato della Medaglia d'argento al valor militare.. Alla fine del conflitto, tornato a Roma e ripresi gli studi, si laureò in fisica nel 1920 e divenne assistente del professor Corbino. Vincitore di una borsa di studio offerta dall'Associazione Nazionale Combattenti, poté recarsi all'Università di Cambridge, ove perfezionò i suoi studi presso il Cavendish Laboratory diretto dal celebre scienziato Ernest Rutherford, uno dei padri della fisica nucleare.
Nel 1924 conseguì la libera docenza in fisica superiore. Chiamato all'Università di Milano, vi fondò e diresse, dal 1924 al 1928, l'istituto di fisica complementare. Insieme con Enrico Fermi ed Enrico Persico fu uno dei tre vincitori del primo concorso italiano per la cattedra di fisica teorica e gli fu assegnata quella dell'ateneo lombardo. I suoi studi riguardarono particolarmente l'ottica, la radioattività e l'idrodinamica e furono pubblicati, principalmente, nei Rendiconti dei Lincei dell'omonima Accademia e nei Rendiconti dell'Istituto Lombardo Accademia di Scienze e Lettere. Alcuni scritti di carattere divulgativo apparvero sulla rivista La Fiera Letteraria.
Nel 1928, a trentadue anni, prese parte alla spedizione polare del dirigibile "Italia", al comando del generale Umberto Nobile. Il 25 maggio il dirigibile, dopo aver perso rapidamente quota, urtò violentemente il suolo e dieci componenti della spedizione furono sbalzati fuori. Il velivolo, gravemente danneggiato e privo di comandi, riprese immediatamente quota con i restanti sei uomini a bordo, tra cui Pontremoli. Della loro sorte non si seppe più nulla; probabilmente precipitarono poco dopo nel Mare di Barents. Nel disastro andarono perduti in gran parte anche i risultati scientifici della spedizione  annotati dallo scienziato, tra i quali le misurazioni del campo magnetico terrestre.
Alla sua morte la madre Lucia Luzzatti istituì con fondi propri un concorso a lui intitolato che premiava i migliori studenti del dipartimento di fisica. Con l'avvento delle leggi razziali del 1938 il regime fascista abolì il concorso e sequestrò i fondi. Il concorso venne di nuovo istituito nel 2018 a seguito di un'iniziativa dell'Università di Milano.

## Onorificenze e riconoscimenti

### Riconoscimenti
A lui sono intitolate due isole russe dell'arcipelago della Terra di Francesco Giuseppe, nell'oceano Artico.
Inoltre gli è intitolato anche il Dipartimento di Fisica dell'Università degli Studi di Milano.